# Liste der Biografien/Dieu
Liste der Biografien |
Portal Biografien |
Personensuche
# |
A |
B |
C |
D |
E |
F |
G |
H |
I |
J |
K |
L |
M |
N |
O |
P |
Q |
R |
S |
T |
U |
V |
W |
X |
Y |
Z |
?
 
Da |
Db |
Dc |
Dd |
De |
Dg |
Dh |
Di |
Dj |
Dk |
Dl |
Dm |
Dn |
Do |
Dq |
Dr |
Ds |
Du |
Dv |
Dw |
Dy |
Dz
 
Dia |
Dib |
Dic |
Did |
Die |
Dif |
Dig |
Dih |
Dij |
Dik |
Dil |
Dim |
Din |
Dio |
Dip |
Diq |
Dir |
Dis |
Dit |
Diu |
Div |
Diw |
Dix |
Diy |
Diz
 
Dieb |
Diec |
Died |
Dief |
Dieg |
Dieh |
Diek |
Diel |
Diem |
Dien |
Diep |
Dier |
Dies |
Diet |
Dieu |
Diev |
Diew |
Diez
Die Liste der Biografien führt alle Personen auf, die in der deutschsprachigen Wikipedia einen Artikel haben. Dieses ist eine Teilliste mit 15 Einträgen von Personen, deren Namen mit den Buchstaben „Dieu“ beginnt.

## Dieu
- Dieu, Romane (* 2000), französische Skispringerin
- Dieu-le-Veut, Anne (1661–1710), französische Piratin

### Dieud
- Dieudonné, Adeline (* 1982), belgische Schriftstellerin und SchauspielerinAdeline Dieudonné (* 1982)

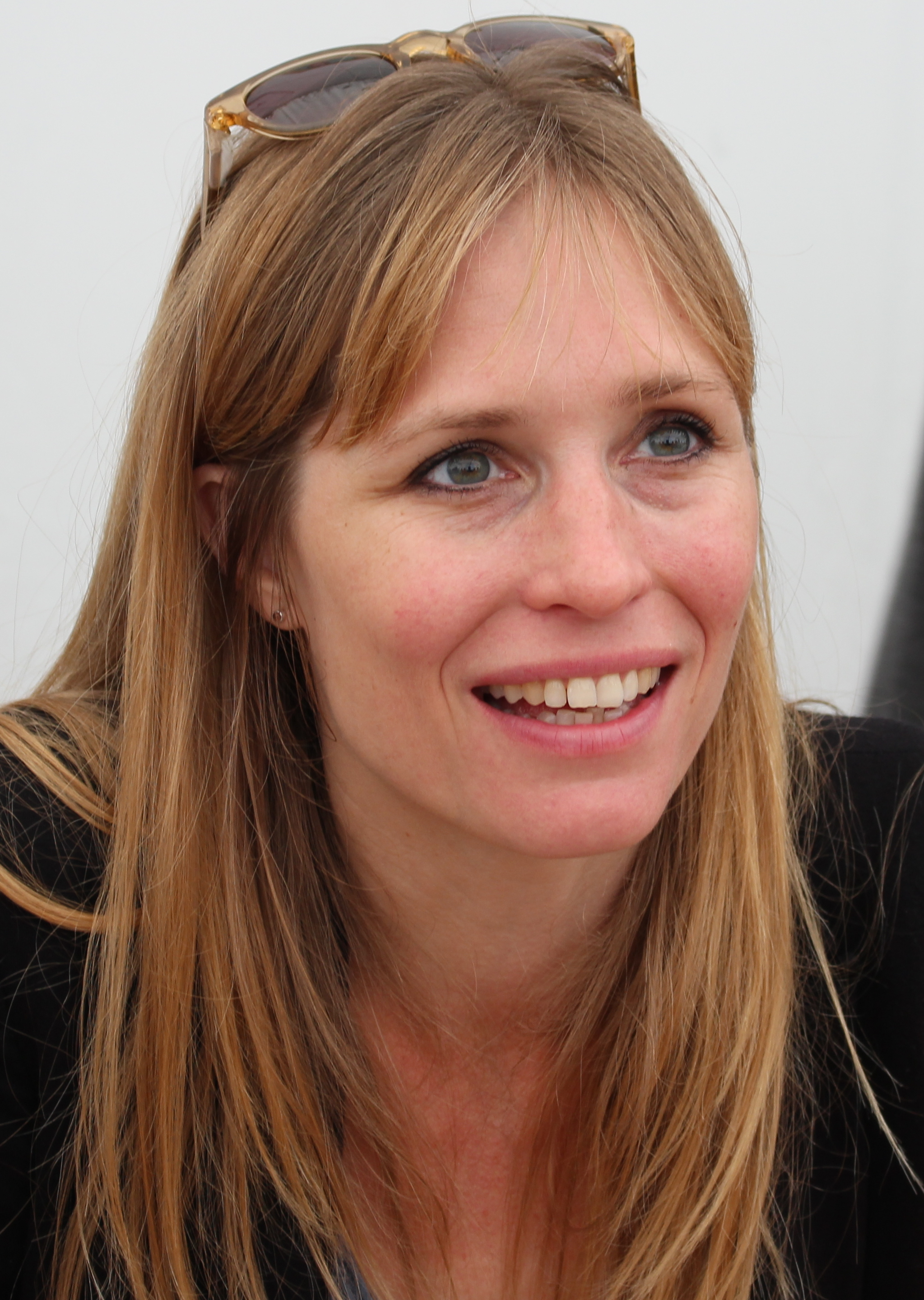
Adeline Dieudonné (* 1982)

- Dieudonné, Albert (1889–1976), französischer Schauspieler, Autor und Regisseur
- Dieudonné, Jacqueline (* 1933), französische Turnerin
- Dieudonné, Jean (1906–1992), französischer Mathematiker
- Dieudonné, Pierre (* 1947), belgischer Automobilrennfahrer

### Dieul
- Dieulafoy, Jane (1851–1916), französische Archäologin und Autorin
- Dieulafoy, Marcel (1844–1920), französischer Archäologe
- Dieulafoy, Paul Georges (1839–1911), französischer Mediziner, Chirurg
- Dieulefait, Luis (* 1972), argentinisch-italienischer Mathematiker

### Dieup
- Dieupart, Charles (1676–1751), französischer Violinist, Cembalist und Komponist

### Dieur
- Dieury, Peter von (1700–1756), preußischer Generalmajor, Chef des Husarenregiments Nr. 7

### Dieus
- Dieussart, Charles Philippe († 1696), Architekt und Bildhauer, der in Deutschland wirkte
- Dieussart, Jean Baptist, flämischer Bildhauer in Schweden